# Rjurikidi

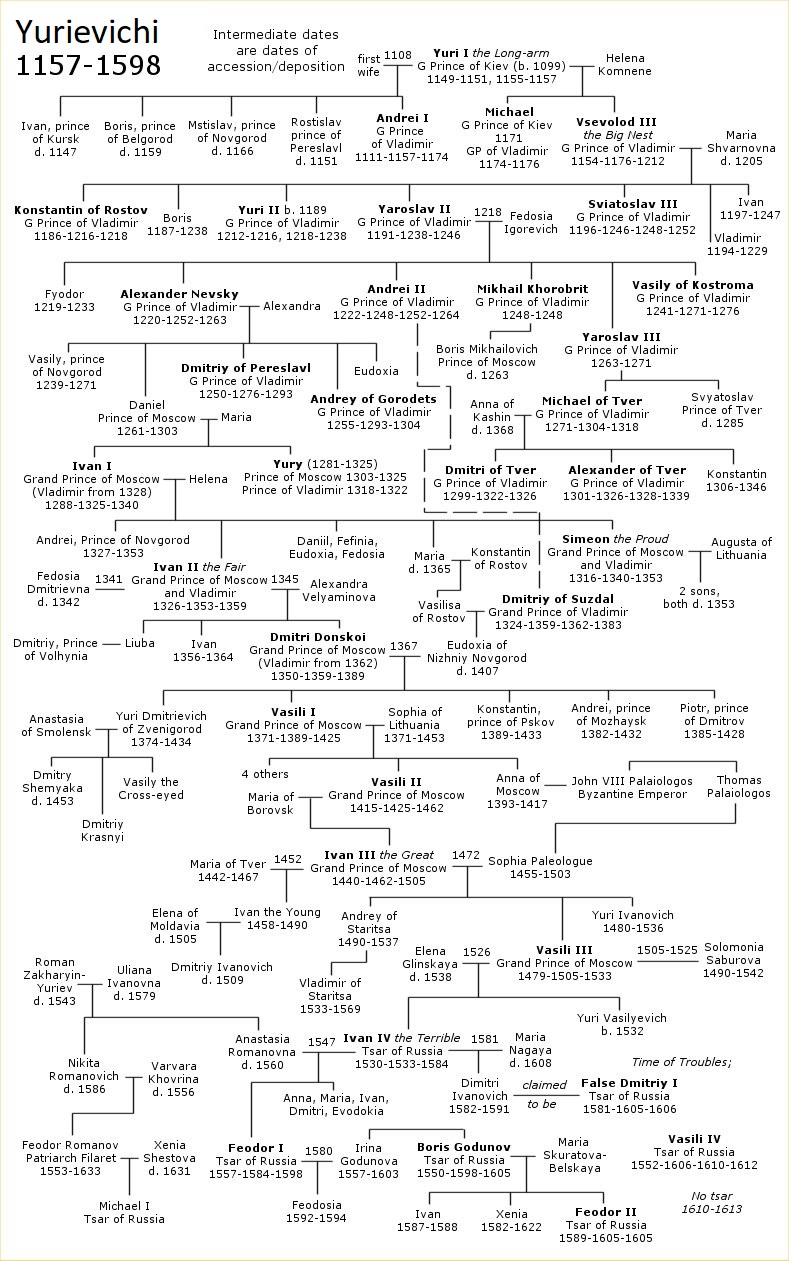
Dinastia Rjurik

I Rjurikidi, o Rurikidi (in ucraino Рюриковичі?; in russo Рюриковичи, Rjurikoviči?), furono la dinastia dominante durante la Rus' di Kiev a partire dall'862, poi del Principato di Galizia-Volinia dal 1199, del Principato di Vladimir-Suzdal', del Granducato di Mosca ed infine del Principato di Mosca a partire dal 1168 e dello Zarato Russo dal 1547.

## Storia
Secondo quanto riportato dalla Cronaca degli anni passati, la dinastia ebbe inizio nell'862 con Rjurik, il grande e leggendario principe di Velikij Novgorod. L'esatta origine della sua stirpe, i Variaghi chiamati Rus', è molto controversa, anche se vengono citate influenze scandinave e slave. Secondo la tradizione Rjurik e Sineus e Truvor, suoi fratelli, fondarono uno stato che successivamente gli storici chiamarono Rus' di Kiev. Dalla metà del XII secolo essa si dissolse in diversi principati indipendenti (principati Russi, o Rus'), ognuno di essi retto da un ramo diverso della dinastia Rjurik.
Nell'ovest, Principato di Galizia-Volinia, continuarono a regnare i Rurikidi fino al 1323. Gli ultimi di essi furono due fratelli Andrea e Lev II, che regnarono congiuntamente e morirono nel tentativo di respingere le incursioni dei mongoli in favore degli altri stati europei. Il re di Polonia Ladislao I in una sua lettera al Papa scrisse con dispiacere: "Gli ultimi due re ruteni, che sono stati un valido scudo per la Polonia contro i tartari, ci hanno lasciati e dopo la loro morte la Polonia è sotto la minaccia diretta di questo popolo." Persa la loro egemonia, i Rjurikidi continuarono comunque a giocare un ruolo determinante nel Granducato di Lituania e successivamente nella Confederazione polacco-lituana. In particolare la famiglia Ostrožskij che detenne il titolo di grande atamano di Lituania e contribuì a preservare l'antica lingua slava orientale e il cristianesimo ortodosso in quella parte d'Europa.
Nel nord-est, dalla fine del XV secolo, il principato di Mosca vinse una lotta per la supremazia fra gli stati russi medievali. Ad iniziare con il regno di Ivan il Grande, il ramo moscovita della dinastia Rjurikide si attribuì il titolo di "Zar di tutte le Russie" e vi regnò con lo Zarato Russo. Con la morte nel 1598 dello zar Fëdor I ebbe fine il regno della dinastia Rjurikide. Ad essa succedette un periodo di instabilità, noto come Periodo dei torbidi, che durò fino al 1613. In quell'anno, Michele I, discendente da un ramo dei Rjurikidi, salì al trono, fondando la dinastia dei Romanov che regnò fino al 1762 e come Holstein-Gottorp-Romanov fino alla rivoluzione del 1917. Una discendente dei Rjurikidi fu Caterina la Grande, che sposò Pietro III della dinastia Romanov.
Lo storico Vasilij Tatiščev ed il regista Jacques Tati furono discendenti di Rjurik.

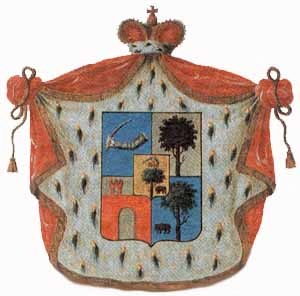
Stemma della famiglia Gagarin.
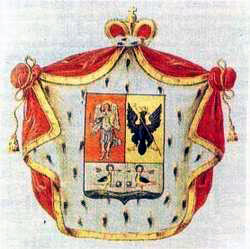
Stemma della famiglia Obolenskij - Repnin composto dagli emblemi di Kiev e Černigov.
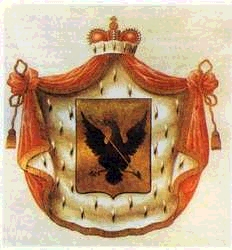
Stemma della famiglia Gorčakov.
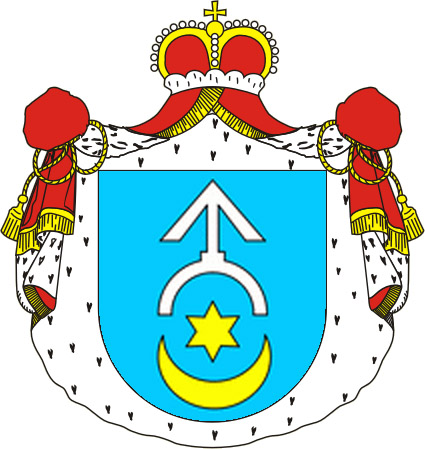
Stemma della famiglia Ostrogskij.

Fra i discendenti dei Rurik vi sono Volkonskij, Obolenskij, Šujskij, Šachovskoj, Dolgorukov, Chilkov, Repnin, Gorčakov, Gagarin, Vasil'čikov, e Putjatin oltre alle famiglie rutene Ostrožskij, Wareg-Massalski e Czetwertyński.